# Chimoptesis
Chimoptesis är ett släkte av fjärilar. Chimoptesis ingår i familjen vecklare.
Kladogram enligt Catalogue of Life:
| Chimoptesis | \| \| Chimoptesis chrysopyla \| \| \| \| \| \| Chimoptesis matheri \| \| \| \| \| \| Chimoptesis pensylvaniana \| \| \| \| |
|             | \| \| Chimoptesis chrysopyla \| \| \| \| \| \| Chimoptesis matheri \| \| \| \| \| \| Chimoptesis pensylvaniana \| \| \| \| |
|             | Chimoptesis chrysopyla |
|             | |
|             | Chimoptesis matheri |
|             | |
|             | Chimoptesis pensylvaniana                                                                                                  |
|             | |